# Mamma Roma
Mamma Roma – włoski dramat obyczajowy z 1962 roku w reżyserii Piera Paola Pasoliniego. Zdjęcia kręcono na przedmieściach Rzymu.

## Obsada
- Anna Magnani jako Mamma Roma
- Ettore Garofolo jako Ettore
- Franco Citti jako Carmine
- Silvana Corsini jako Bruna
- Luisa Loiano jako Biancofiore
- Paolo Volponi jako ksiądz
- Luicano Gonini jako Zacaria
- Vittorio La Paglia jako pan Pellissier
- Piero Morgia jako Piero
- Lanfranco Ceccarelli jako Carletto